# Florian Lobilo Boba
Florian Lobilo Boba   (Congo Belga, 10 d'abril de 1950) és un exfutbolista de la República Democràtica del Congo de la dècada de 1970.
Fou internacional amb la selecció de futbol de la República Democràtica del Congo amb la qual participà a la Copa del Món de futbol de 1974.
Pel que fa a clubs, destacà a AS Vita Club.